# Hugo Haase

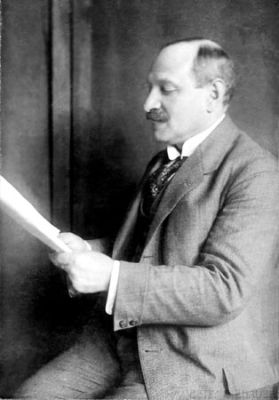
Hugo Haase

Hugo Haase (ur. 29 września 1863 w Olsztynie, zm. 7 listopada 1919 w Berlinie) – niemiecki polityk. Jeden z przywódców SPD. W 1917 roku brał udział w założeniu USPD, później także mu przewodniczył. Był posłem do Reichstagu.

## Życiorys
Urodził się w rodzinie olsztyńskiego ubogiego szewca żydowskiego jako najstarszy z rodzeństwa. Jego dziadek przybył do Olsztyna z Rosji. W latach osiemdziesiątych XIX w. jego ojciec porzucił zawód szewca i zajął się handlem lnem oraz założył sklep tekstylny w Ornecie (w kamienicy przy rynku). Rodzice Hugo Haasego byli pobożnymi i praktykującymi żydami. W wieku 12 lat rozpoczął naukę w gimnazjum w Kętrzynie, które ukończył w 1882 jako prymus. Następnie wstąpił na wydział prawa Uniwersytetu Królewieckiego. Jako student prowadził dział porad prawnych miejscowej komórki SPD. Po śmierci królewieckiego przywódcy tej partii – Godausa – Haase został liderem. Dzięki jego aktywności SPD uzyskała mandat w radzie miejskiej. W tym czasie prowadził kancelarię adwokacką i cieszył się dużym zainteresowaniem klientów. Jako prawnik pomagał także ludziom ubogim w Prusach Wschodnich. Wielu pokrzywdzonych bronił przed sądem. W 1897 r. z ramienia SPD został posłem do Reichstagu i wkrótce stał się jednym z przywódców tej partii. W latach 1911–1916, wraz z Friedrichem Ebertem, był współprzewodniczącym zarządu centralnego oraz przewodniczącym frakcji parlamentarnej SPD w Reichstagu.
Jeszcze przed wybuchem I wojny światowej aktywnie angażował się w europejski ruch pacyfistyczny. Nawiązał kontakt z Jeanem Jaurèsem, działaczem socjalistycznym z Francji. Zwołali oni międzynarodową konferencję pokojową w Brukseli. Dwa dni po tej konferencji Jaurès został zamordowany przez francuskiego szowinistę. Haase jednak nie zaprzestał antywojennej działalności. W wielu wystąpieniach nawoływał „Skończmy z wzajemnym zabijaniem i podajmy sobie ręce”. Hasło to stało się motywem przewodnim utworzonego pod jego kierunkiem odłamu SPD – „Niepodległość”.
Hugo Haase odegrał ważną rolę w utworzeniu Republiki Weimarskiej. Swoimi przemówieniami łagodził niepokoje związane z rewolucją 9 listopada 1918 r. Negatywnie odnosił się do zmian radykalnych, w jego podejściu więcej było z Kanta niż z Marksa. Jego poglądy uczyniły mu wielu przeciwników w lewicowym i prawicowym skrzydle SPD. 8 października 1919 r. został postrzelony przez garbarza Vossa. Rana okazała się groźna i Hasse zmarł 7 listopada 1919 w berlińskim szpitalu pod wezwaniem św. Jadwigi. Jego pogrzeb na cmentarzu we Friedrichsfelde stał się wielką manifestacją, w której uczestniczyło ponad 10 tys. osób, w tym wiele z Prus Wschodnich.